# سد اودوالهوا
سد اودوالهوا (به لاتین: Udawalawe Dam) یک سد در سری‌لانکا است که در Udawalawe واقع شده‌است.